# Kraften
 For alternative betydninger, se Kraft (flertydig).
Kraften er i Star Wars det element, der gør Jedier i stand til de overnaturlige ting de kan, som f.eks.:
- Overskride rent fysiske grænser, det kan være at bevæge sig meget hurtigt eller flytte ting ved tankens kraft
- Overtale svagsindede mennesker til at gøre, hvad de bliver bedt om
- Kvæle, og på anden måde gøre skade på et andet menneske
- Forudse fremtiden
- "Blive ét med Kraften", det vil sige at blive et med sit højere jeg og dermed opnå eksistens som udødelig ånd efter sin død

Kraften selv er et kraftfelt som omgiver alt levende, noget mere end andet. Rent fysisk manifesterer Kraften sig i en mikroskopisk livsform ved navn midi-chlorianer, som bor i de levende celler. Midi-chlorianer kan ikke manipuleres selv (med enkelte undtagelser), men kraftfeltet kan i varierende grad manipuleres til egen fordel. Jo flere midi-chlorianer et væsen rummer pr. celle, jo bedre er væsnet til at styre Kraften.
Ved optræning kan denne evne forbedres, men jo stærkere man bliver i Kraften, jo sværere er det naturligvis også at falde for fristelser.
Jedierne og Sith-fyrsterne bruger Kraften forskelligt og har ligeledes forskelligt syn på hvordan den bør bruges.
Således findes der en mørk og en lys side, der er et redskab for henholdsvis narcissistisk og godgørende vilje. Darth Vader har i episode III, IV, V og VI vendt sig mod den mørke side, hvilket gør ham til én af sagaens største antagonister, hans søn Luke Skywalker tilhører derimod den lyse side af Kraften, men fristes delvist af den mørke side efter at have opdaget sandheden om Anakin Skywalker.
Selve kraften forsøger hele tiden blot at skabe balance i universet; således fødes Anakin Skywalker direkte af Kraften, fordi Darth Sidious og hans daværende læremester fik et kraftigt gennembrud i deres arbejde med den mørke side af kraften. Anakin udbalancerer dermed oprindeligt den mørke side af kraften.
Når jedierne bruger Kraften, bruger de ikke Kraften. I stedet er det nærmere Kraften, som bruger dem. Der svinger lidt fra jedi til jedi, hvor meget de lader Kraften styre sig, og hvor meget de styrer Kraften. Således styrer Anakin i Attack of the Clones, inden han går over på den mørke side, Kraften en hel del, lidt som siths gør. Derimod er Obi-Wan Kenobi måske ikke den bedste jedi, men han er det ultimative forbillede, for når han kæmper, så er han helt og aldeles ét med Kraften.
Siths bruger derimod Kraften ved at styre den som et redskab. På den måde er deres bevægelser i Kraften mere kraftfulde, men de kan så (i teorien) have problemer med reflekserne, og (oftere i praksis) med menneskelige begrænsninger.

## Jedi-tanketricks
Vi ser eksempler på jedi-tanketricks (mind tricks) i flere af episoderne. I Den usynlige fjende forsøger Qui-Gon Jinn at overtale skrothandleren Watto, til at acceptere den ugyldige valuta, Jinn har medbragt. Uheldigvis for Jinn er toydarianere som Watto ikke modtagelige overfor jedi-tanketricks.
I Klonernes angreb, er der en slythhandler, der forsøger at sælge dødsstave til Obi-Wan Kenobi. Men Kenobi får ved hjælp af jedi-tanketricks, pusheren til at gå hjem og omlægge sit liv. Denne scene er dog mest ment som en joke, men den demonstrerer stadig hvad Jedierne kan.
I Stjernekrigen bruger Kenobi jedi-tanketricks til at manipulere Stormtrooperne, til at tro, at det ikke er R2-D2 og C-3PO, de leder efter.
I Jediridderen vender tilbage bruger Luke Skywalker jedi-tanketricks til at komme ind i Jabba the Hutts palads. Senere viser det sig dog at Jabba the Hutt er immun overfor jedi-tanketricks.
I The Force Awakens bruger Rey, efter nogle begyndervanskeligheder, jedi-tanketricks til at undslippe sin celle.

## Religiøs og filosofisk inspiration
George Lucas har fundet en del inspiration til Kraften i naturreligioner og buddhisme. Idéen om Kraften som et energifelt, der findes i alt levende minder en del om naturreligionernes "mana".Også i antroposofien og i åndsvidenskaben optræder 'æterkraften' som skænker al væren liv og eksistens.
At særligt dygtige jedis kan få evigt liv gennem Kraften er i stil med både østlig og vestlig mystik. 
Filosofisk har jedi-mesteren Yoda fællestræk med eksistentialismens livsopfattelse om, at mennesket selv vælger sin egen skæbne og altid gøre og ikke forsøge ("There is no try – only do")
| Star Wars | Spire Denne Star Wars-artikel er en spire som bør udbygges. Du er velkommen til at hjælpe Wikipedia ved at udvide den. |